# Chakrata
Chakrata es una ciudad y acantonamiento situada en el distrito de Dehradun,  en el estado de Uttarakhand (India). Su población es de 5117 habitantes (2011). Se encuentra a 98 km de Dehradun, la capital del estado.

## Demografía
Según el censo de 2011 la población de Chakrata  era de 5117 habitantes, de los cuales 3717 eran hombres y 1400 eran mujeres. Chakrata tiene una tasa media de alfabetización del 90,38%, superior a la media estatal del 78,82%: la alfabetización masculina es del 94,31%, y la alfabetización femenina del 79,14%.